# 鬥魚 (電影)
《鬥魚》（英語：The Outsiders），是一部於2018年上映的台灣青春愛情電影，改編自作家洛心所著網路小說《小雛菊》。時代背景設定1987年，也是2004年八大綜合台偶像劇《鬥魚》電影版。由王淨、林柏叡、吳岳擎、林輝瑝、虹茜、邱宇辰、蔡哲文領銜主演。台灣於2018年8月17日上映。

## 演員陣容

### 主要演員
| 演員姓名 | 角色名稱 | 介紹 |
| 林柏叡   | 皓       | 高中生，重情重義 喜歡裴語燕 父母雙亡，由乾爸輝叔帶大，與同為外省人的阿奇、單子是眷村拜把兄弟。 最後在替語燕買早餐時被魁哥手下刺死。                                                    |
| 王淨     | 裴語燕   | 綽號是小燕子，外省人，常被阿奇稱為大嫂 從小被爸媽的規矩束縛，是一個嚮往自由的女孩，遇到于皓後改變了她的人生 喜歡皓 高中畢業後因為不想照父親的期望赴美求學而與父親決裂 曾被阿豹、阿星輪姦 |
| 吳岳擎   | 單立傑   | 綽號單子，跟阿奇、于皓是拜把兄弟 從小時候騎車經過裴語燕家時就喜歡上她了，後因為小燕子被強暴而把阿豹殺害，坐了十三年的牢 十四年後與小燕子、紅豆、阿奇等人團聚                             |
| 林輝瑝   | 楊勳奇   | 綽號阿奇，跟于皓、單子是拜把兄弟 喜歡紅豆 最後在送貨時被魁哥手下斷腳筋 十四年後與紅豆結婚                                                                                                |
| 虹茜     | 陸綺紅   | 綽號紅豆，外省人，是位個性大喇喇的女孩 一開始喜歡皓，後來跟阿奇成為歡喜冤家 偶然受到小燕子幫助後與其變成閨蜜 長大後與阿奇結婚                                                          |
| 邱宇辰   | 阿豹     | 本省人，議長之子，十惡不赦，憑藉著父親的黑道勢力作威作福 身邊沒有挺自己的兄弟，故很羨慕于皓單子阿奇三人 設局輪暴小燕子後被單子在捕魚場用破掉的酒瓶刺殺                                   |
| 蔡哲文   | 阿星     | 阿豹/豹哥的手下 仗豹哥的勢欺負人 路口吸膠煉丹被阿奇撞見而開始一連串的故事，也是輪暴小燕子的人之一                                                                                      |

### 特別演出
| 演員姓名 | 角色名稱           | 介紹 |
| 屈中恆   | 劉輝               | 輝叔，代替阿皓的爸媽照顧阿皓，是一位警察，對於阿皓三兄弟與黑道沾上邊感到痛心，最後撞死魁哥後坐牢        |
| 王治平   | 裴父               | 小燕子之父，是一位有大男人主義、嚴格拘謹的父親，控制小燕子的人生 後想讓小燕子去美國讀書，失敗後與其決裂 |
| 陸元琪   | 裴母               | 小燕子之母                                                                                              |
| 顏正國   | 火哥               | 地方黑道老大，經營車行                                                                                  |
| 馬如龍   | 阿豹父親           | 議長，擁有龐大黑道勢力                                                                                  |
| 李㼈     | 魁哥               | 名為慶魁，黑道老大，議長的左右手，一開始欣賞于皓，後與其反目，最後被輝叔撞死                              |
| 庹宗華   | 教官               | 正誠高中教官                                                                                            |
| 張詩盈   | 教官               | 正誠高中教官                                                                                            |
| 藍正龍   | 單立傑(成年)       | |
| 安以軒   | 裴語燕(成年)       | |
| 張勛傑   | 楊勳奇(成年)       | |
| 陸明君   | 陸綺紅(成年)       | |
| 周曉涵   | 火炬女神(賽車女郎) | |
| 彭靖倫   | 裴語燕(孩童)       | |

## 與電視版差異
- 皓的綽號電視劇中叫阿皓
- 紅豆在電視劇版本中最後死亡
- 電視劇版是皓從小喜歡語燕
- 裴語燕在電視劇版本中是被阿豹的手下性侵，單子殺的是阿豹的手下
- 輝叔在電視劇版本中最後退出警界搬到山上生活，並帶著阿奇一起去
- 電視劇版中阿豹有位叫老鼠的跟班
- 電視劇版中裴父為了分開語燕和于皓，就決定提前送語燕出國，那時語燕高二
- 電視劇中單子被判刑七年(防衛過當)，因考上大學，只坐了四年的牢就假釋，出獄時于皓跟阿奇去迎接
- 電視劇中斷阿奇腳筋的是老鼠
- 電視劇中刺死皓的是阿豹
- 電視劇中的黑道老大叫雄哥(耿濟雄)
- 電視劇皓、單子、阿奇有加入雄哥的幫派，正式踏入黑道；電影中于皓等人只是為了還債而在魁哥的事業暫時性的工作，並未加入幫會
- 電視劇中最後阿豹是被一位叫筱蝶的中國女孩殺死
- 電視劇中最後小燕子生下于皓的小孩
- 電視劇中最後小燕子當幼稚園老師
- 電視劇中皓後來知道小燕子被性侵的事

## 電影歌曲
| 曲序 | 曲目                       |                | 作曲     | 演唱       |
| ---- | -------------------------- | -------------- | -------- | ---------- |
| 1.   | 星火（主題曲）             | 藍小邪、陳建寧 | 阿沁     | F.I.R      |
| 2.   | 我們一定會再相遇（片尾曲） | Fran法蘭       | Fran法蘭 | 法蘭黛樂團 |
| 3.   | Lydia（插曲）              | F.I.R          | F.I.R    | F.I.R      |

## 拍攝場景
- 林口阿榮片廠（MTV）
- 台中Lobby Club（打工夜店）
- 台南六線道台江大道（飆車）
- 高雄民族國中
- 高雄市立殯儀館火化場
- 高雄生旺巷（打架巷子）
- 高雄左營西陵街（買消夜地點）
- 高雄黃埔新村里民活動中心改造警察局
- 高雄黃埔新村（小燕子、于皓、阿奇、輝叔的家、撞球場）
- 高雄鳳西國中（圍牆旁等公車、冰果室吃冰、紅豆阿奇出去追語燕）
- 法務部廉政署坪林廉政中心

## 外部連結
- 鬥魚的Facebook專頁
- 互联网电影数据库（IMDb）上《鬥魚》的资料（英文）
- 開眼電影網上《鬥魚》的資料（繁體中文）
- Yahoo奇摩電影上《鬥魚》的資料（繁體中文）
- 豆瓣电影上《鬥魚》的資料 （简体中文）
- 时光网上《鬥魚》的資料（简体中文）